# اورچارد گروو (ویسکانسین)
اورچارد گروو (به انگلیسی: Orchard Grove) یک منطقهٔ مسکونی در ایالات متحده آمریکا است که در شهرستان واشینگتن، ویسکانسین واقع شده‌است. اورچارد گروو ۲۸۹٫۸۷ متر بالاتر از سطح دریا واقع شده‌است.